# Patan (Lalitpur)
Patan (nep. पाटन; Miasto Piękna), także: Lalitpur – miasto w Nepalu, w zespole miejskim Katmandu. Około 204,1 tys. mieszkańców; ośrodek handlu (zboża, owoce), rzemiosła artystycznego (tkanie dywanów, wyroby z metalu, drewna) i turystyki. Zachował się tu średniowieczny układ zabudowy miejskiej (wąskie uliczki, zabytkowe domy), stupy buddyjskie (III w. p.n.e., przebudowane), pałac królewski (IX–XVII wiek), liczne hinduistyczne świątynie (XV–XVII wiek), tzw. złoty klasztor (założony w XII wieku).
Centrum Patanu – Patan Durbar Square – to jeden z trzech głównych placów w Dolinie Katmandu, położony naprzeciwko pałacu królewskiego, który zapełniony jest świątyniami newarskimi. Patan to trzecie co do wielkości miasto kraju.

## Miejsca kultu
- Świątynia Kryszny
- Świątynia Jagannarayana
- Yoganarendra Malla
- Świątynia Bhimsena
- Świątynia Vishwanathy
- Manga Hiti
- Świątynia Hari Shankar
- Świątynia Bhai Dega
- Dzwon Taleju

## Galeria

Patan (Lalitpur)
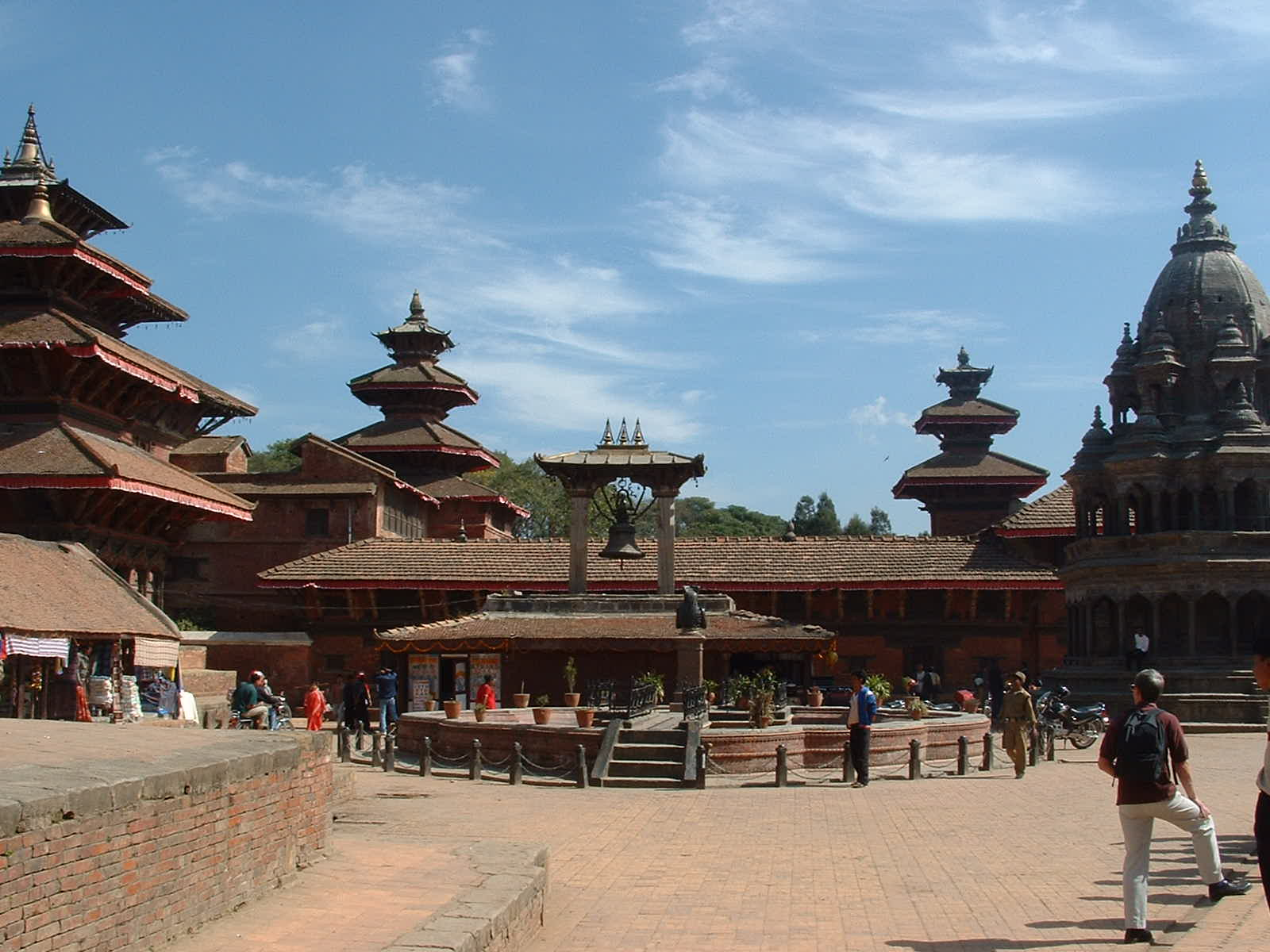
Świątynie w Patanie
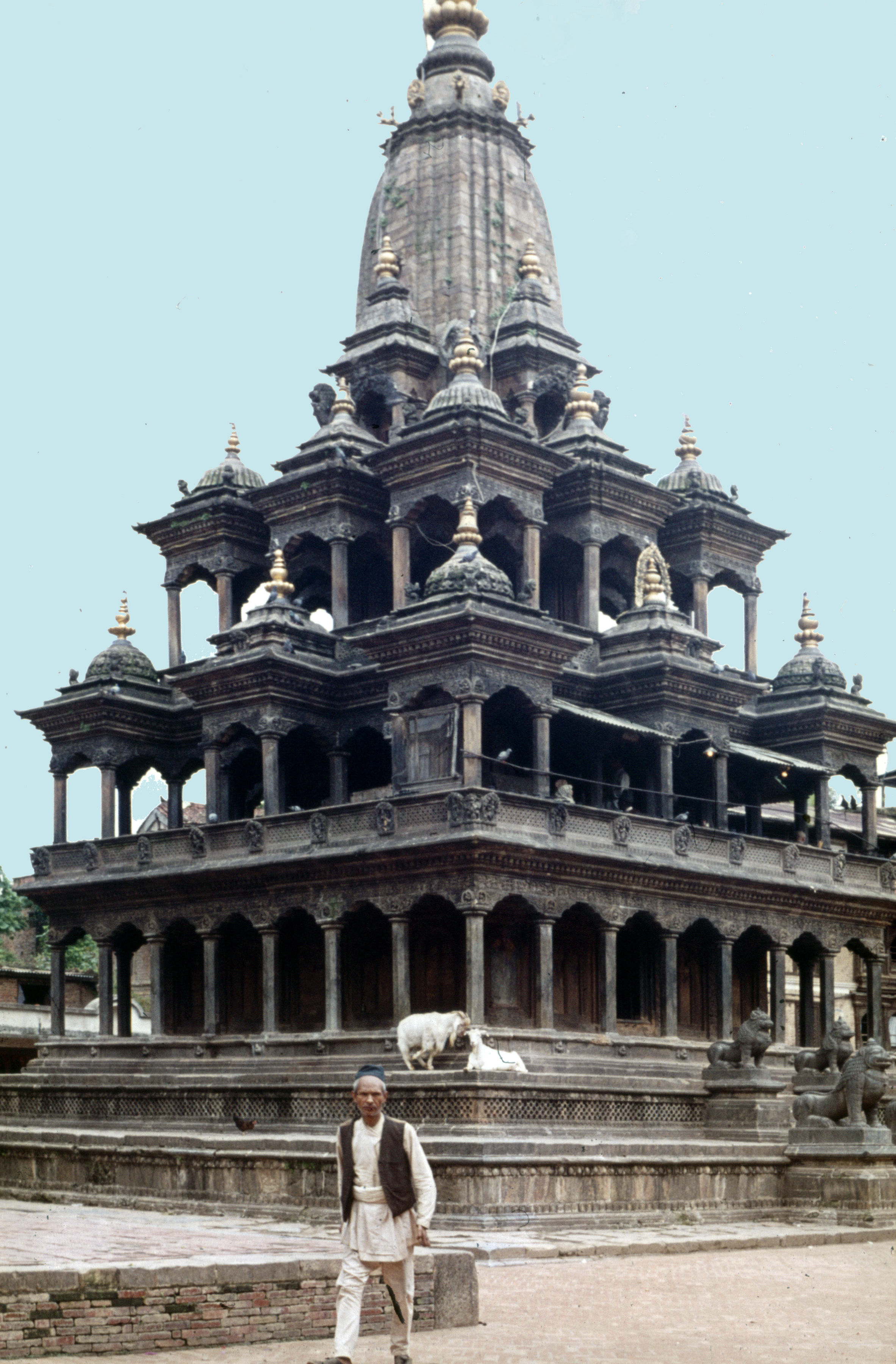
Świątynia Kryszny
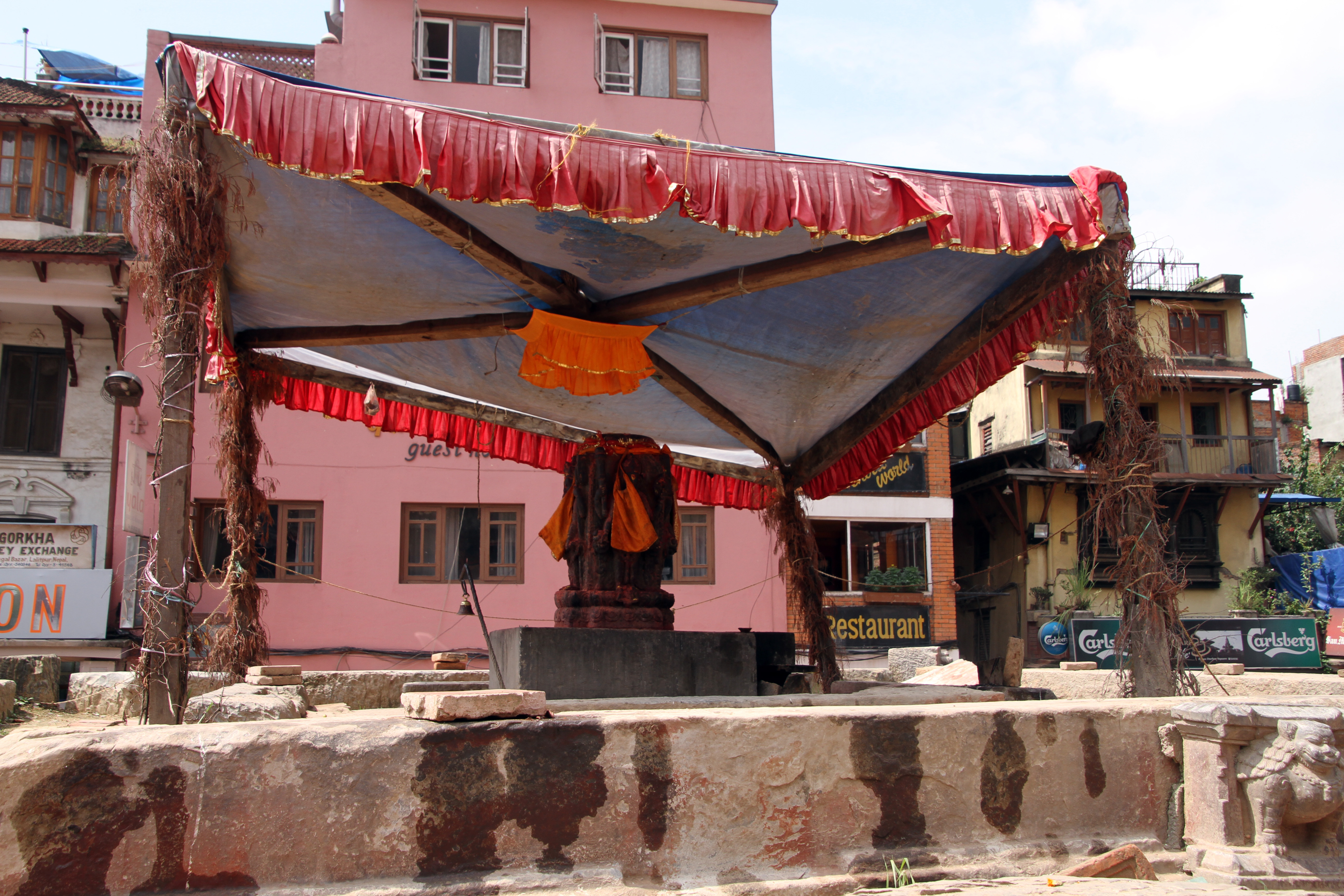
Świątynia Jagannarayana po trzęsieniu ziemi w 2015 r
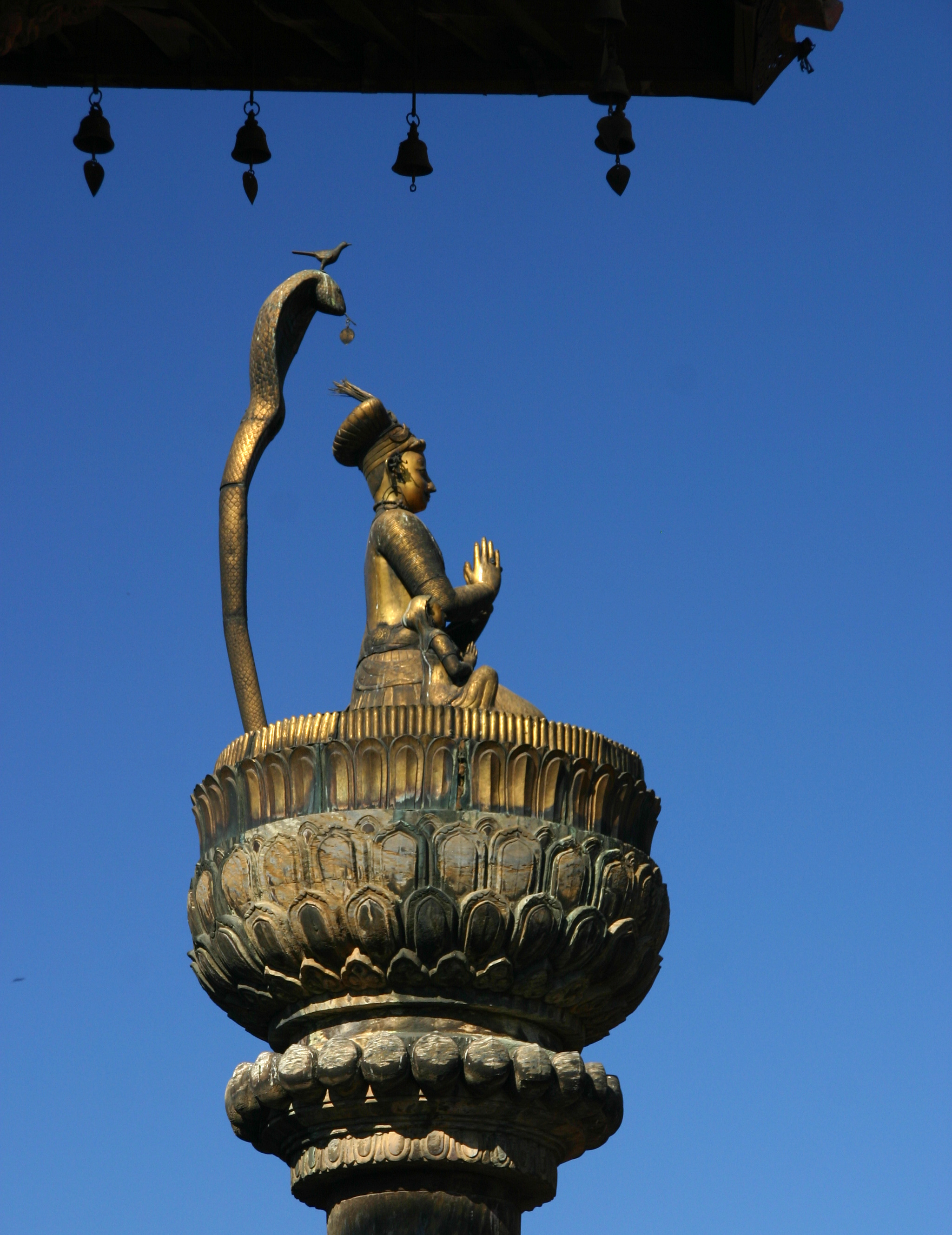
Yoganarendra Malla
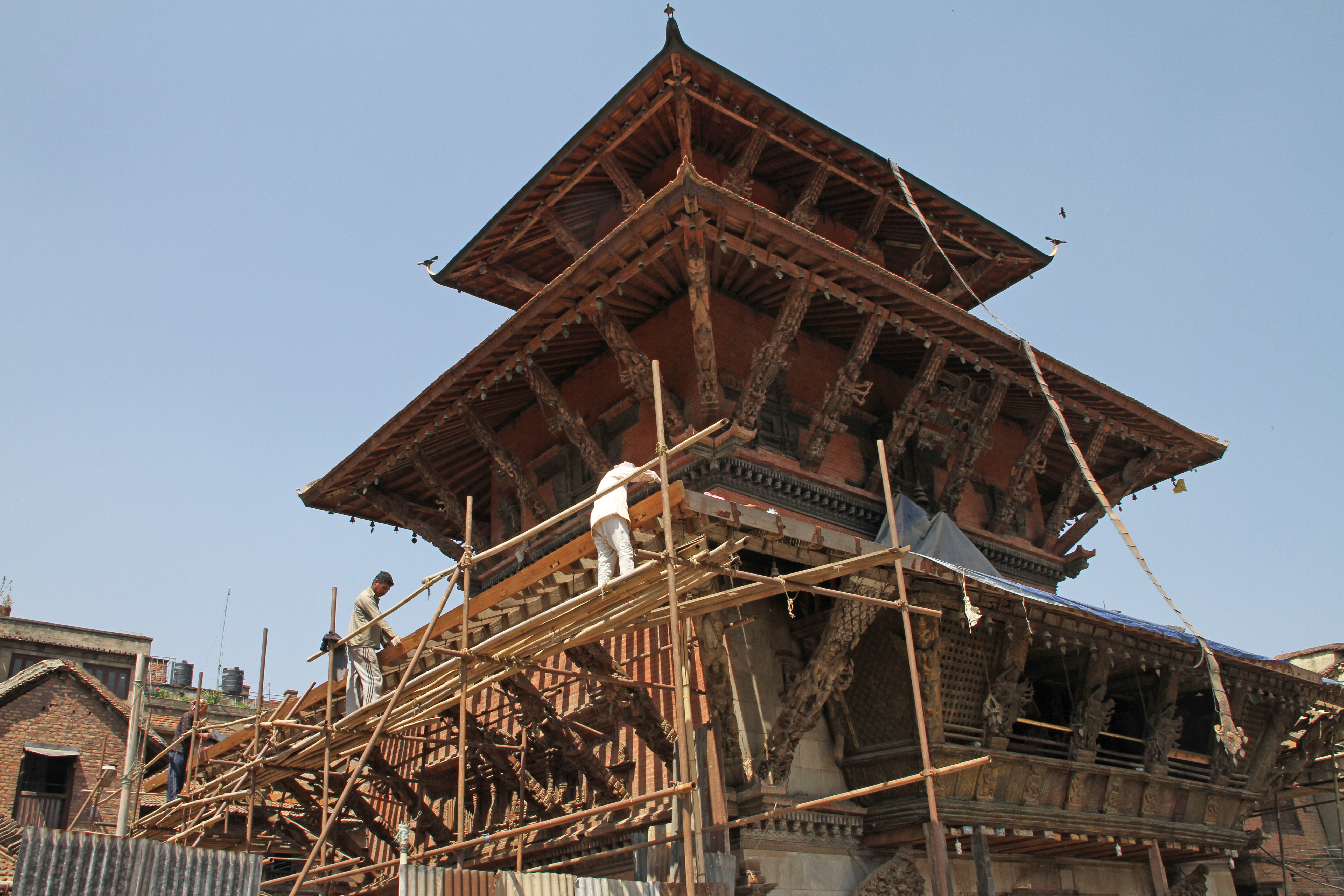
Świątynia Bhimsena
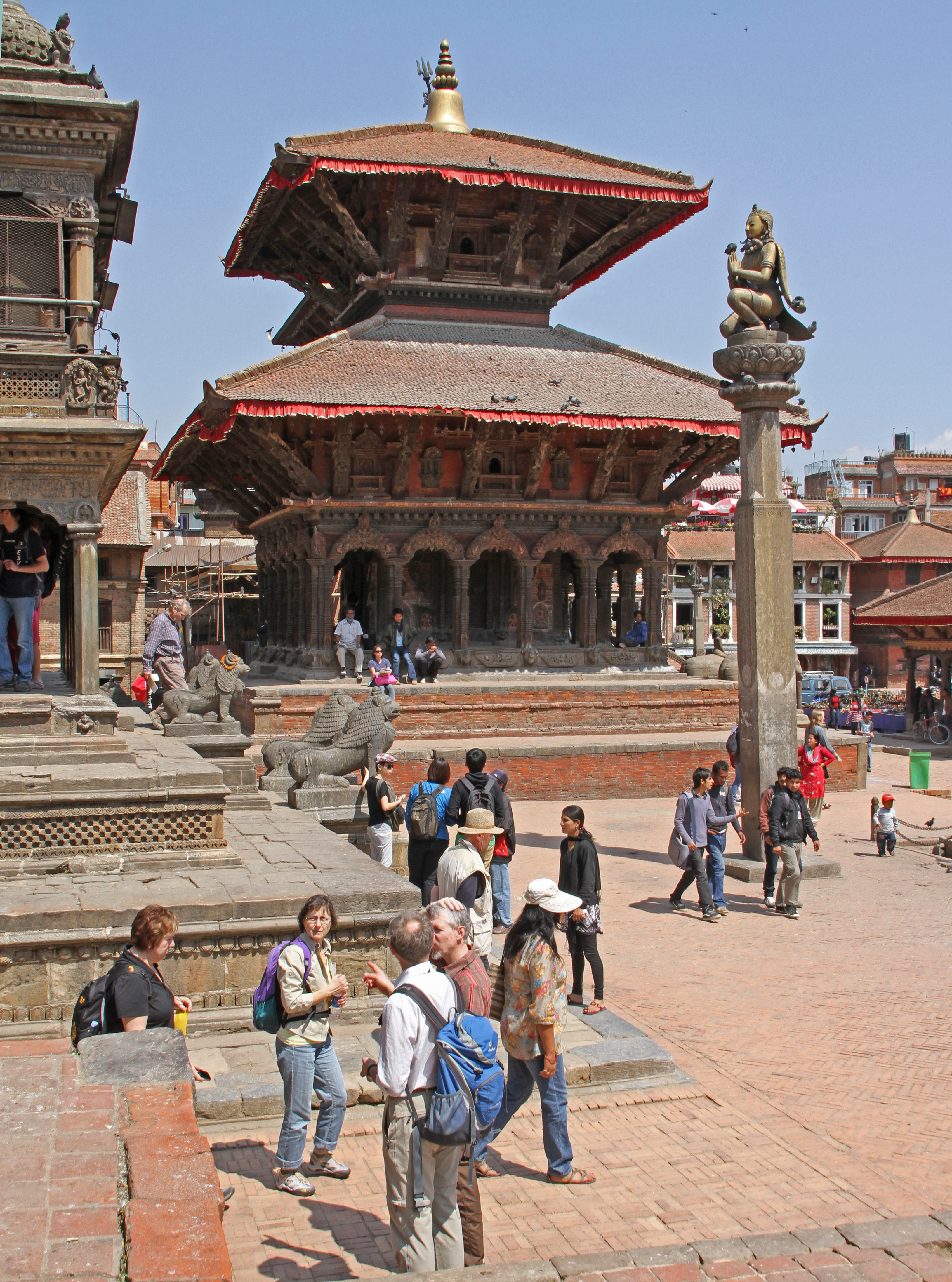
Świątynia Vishwanathy
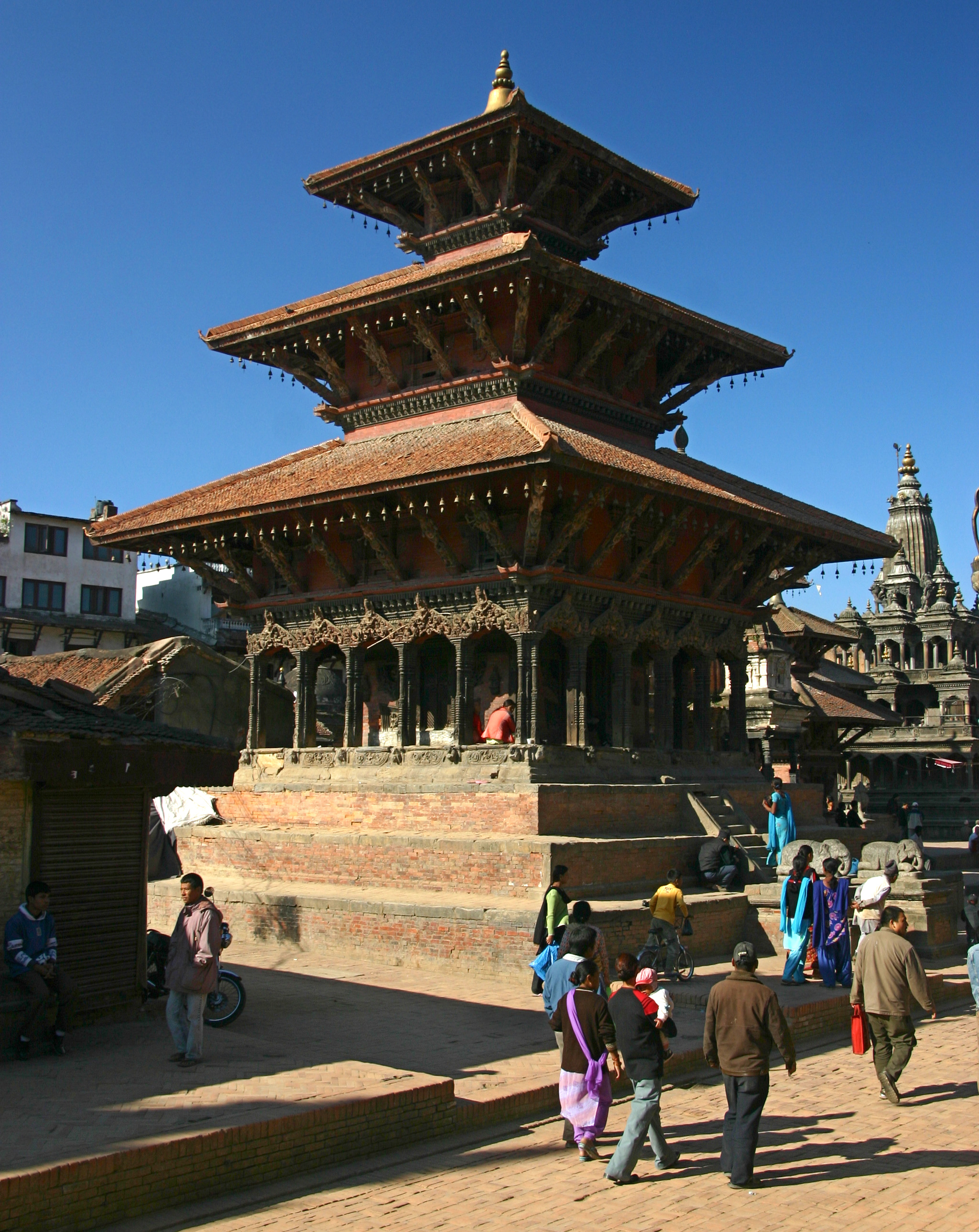
Świątynia Hari Shankar
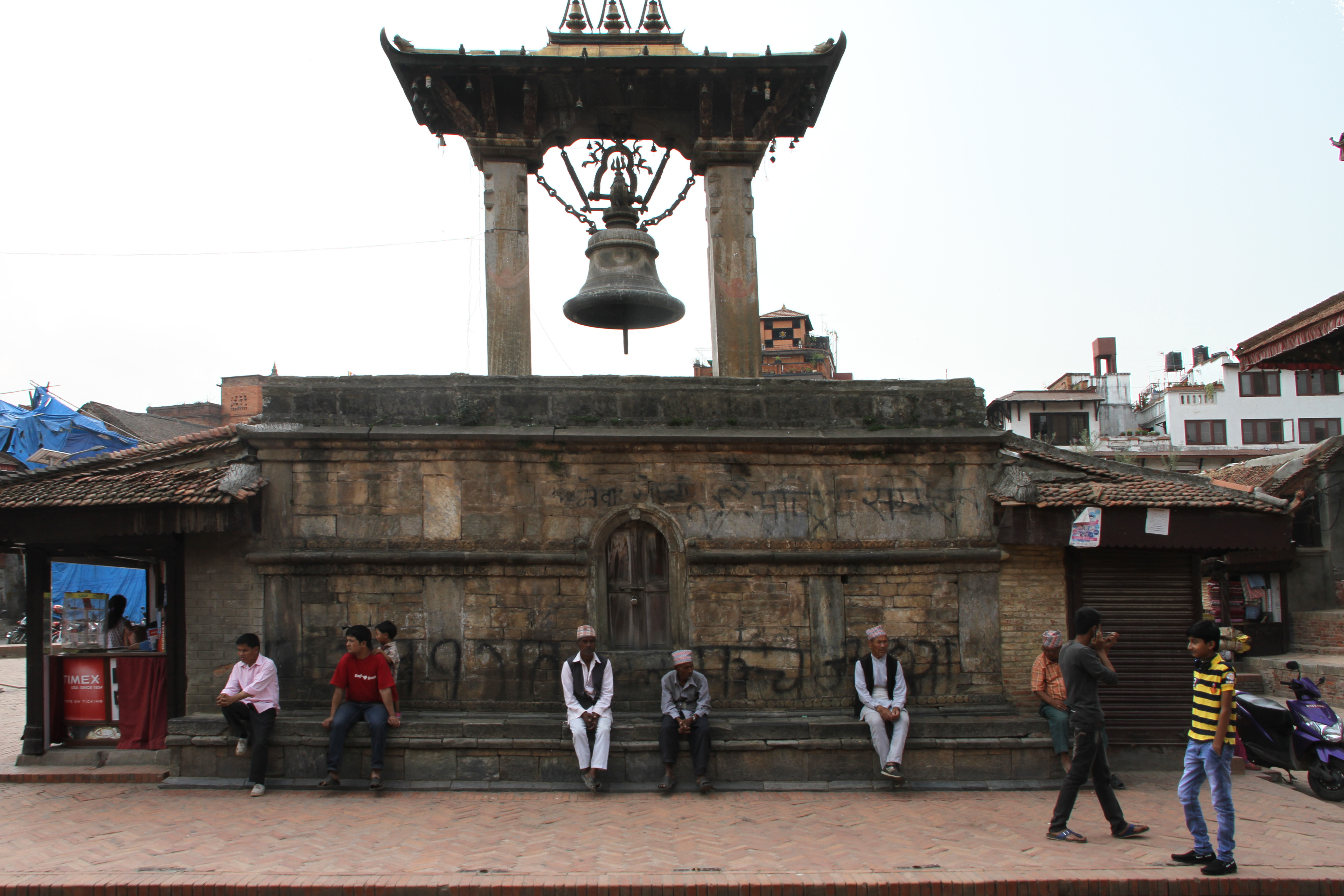
Dzwon Taleju
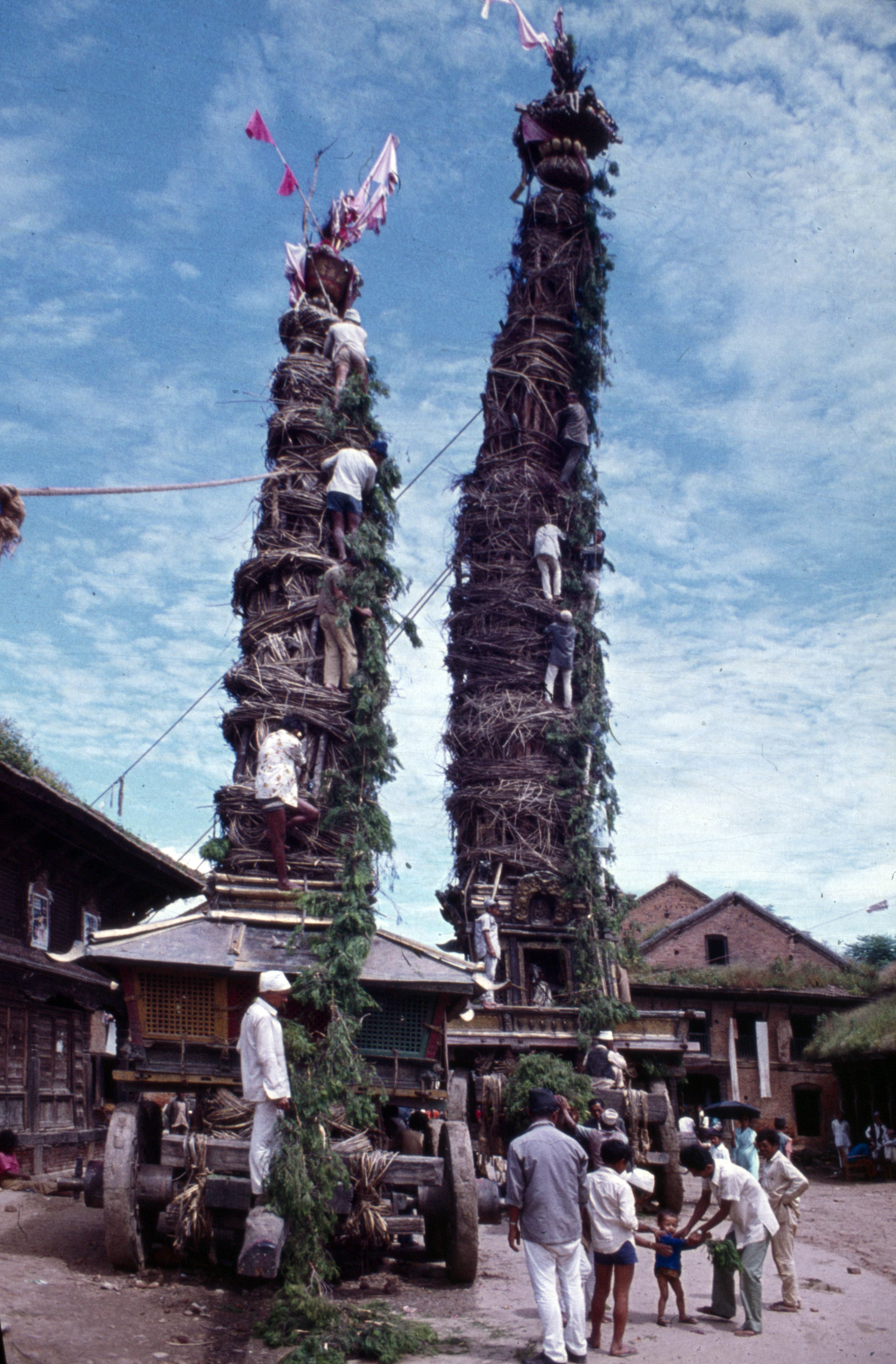
Bunga Dyah Jatra